# 索菲·瑪格達列妮 (布蘭登堡-庫爾姆巴赫)
布蘭登堡-庫爾姆巴赫的索菲·瑪格達列妮（德語：Sophie Magdalene von Brandenburg-Kulmbach，1700年11月28日—1770年5月27日）是一位丹麥王后，克里斯蒂安六世的妻子，1730年至1746年在位。

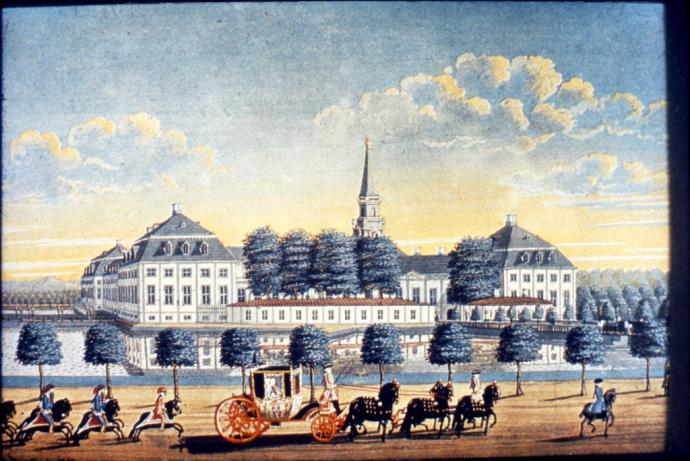
赫斯霍爾姆城堡

索菲·瑪格達列妮與克里斯蒂安六世在1721年結婚。當克里斯蒂安的父親弗雷德里克四世於1730年去世，她和丈夫登基為丹麥國王與王后。赫斯霍爾姆城堡在1744年完工，索菲·瑪格達列妮將其作為自己夏季的住所，冬季則回到克里斯蒂安堡宮居住。克里斯蒂安六世於1746年去世，由兒子弗雷德里克五世繼位。

## 子女
1. 弗雷德里克五世（1723年－1766年）
2. 路易絲公主（1726年－1756年），薩克森-希爾德布格豪森公爵夫人